# Dichagyris hispanicola
Dichagyris hispanicola är en fjärilsart som beskrevs av Leo Schwingenschuss 1962. Dichagyris hispanicola ingår i släktet Dichagyris och familjen nattflyn. Inga underarter finns listade i Catalogue of Life.